# Суарес, Игнасио
Игна́сио Науэ́ль Суа́рес Ферре́йра (исп. Ignacio Nahuel Suárez Ferreira; род. 2 февраля 2002, Пайсанду) — уругвайский футболист, вратарь клуба «Насьональ».

## Клубная карьера
Суарес — воспитанник столичного клуба «Насьональ». 20 ноября 2023 года в матче против столичного «Феникса» он дебютировал в уругвайской Примере. 

## Международная карьера
В 2019 году Суарес в составе юношеской сборной Уругвая принял участие в юношеском чемпионате Южной Америки в Перу. На турнире он сыграл в матчах против команд Колумбии и Парагвая.